# Martin Jan Stránský
Martin Jan Stránský (* 30. října 1956 New York) je český politik, lékař a bývalý pedagog neurologie na Yaleské univerzitě, vydavatel obnovené verze časopisu Přítomnost.

## Život
Narodil se v roce 1956 jako syn právníka a politika Jana Stránského. Jeho pradědeček Adolf Stránský založil Lidové noviny a byl prvním ministrem obchodu v období první republiky. Jeho dědeček Jaroslav Stránský byl ministrem spravedlnosti a po druhé světové válce náměstkem předsedy vlády a ministrem školství.[zdroj?]

## Studium a lékařské aktivity
V roce 1978 získal bakalářský titul v oboru dějiny umění na Columbia University v New Yorku.
V roce 1983 promoval na lékaře na grenadské St. George's University (Návětrné ostrovy Malých Antil v Karibiku).
Působí na katedře neurologie na Yaleské univerzitě.
Je spoluzakladatelem a ředitelem Polikliniky na Národní v Praze.
Je zakladatelem a ředitel programu Prague Selective, letního programu pro studenty medicíny na světě.
Neurologická atestace podle požadavků Americké neurologické akademie. Atestace a získání specializované způsobilosti v oboru neurologie v České republice. Atestace z oboru vnitřního lékařství podle požadavků americké Společnosti vnitřního lékařství. Aprobace ve všeobecném lékařství a neurologii v České republice. Fellowship (docentura), Americké lékařské koleje. Člen americké Komory pro interní medicínu, americké Neurologické akademie, člen České lékařské komory, České lékařské společnosti J. E. Purkyně, člen Sigma Xi (honorární společnost mezinárodního výzkumu)[zdroj?] a přidružených společností: Česká neurologická společnost, Česká společnosti pro neurovědy, Společnost sociální pediatrie, Společnost dětské psychologie, Společnost sociálního lékařství a řízení péče o zdraví, Spolek lékařů Praha.[zdroj?]
Roku 2014 založil kancelář Ombudsmana pro zdraví. Dnes se převážně věnuje neurologickým dopadům moderní technologie na lidský mozek a na budoucnost lidstva; na toto téma chystá knihu, pojednávající o nastupující deevoluci Evoluce člověka lidského druhu.
Působí jako odborný asistent pro obor neurologie a klinické diagnostiky, na Yale School of Medicine.

## Politické aktivity
Martin Jan Stránský byl zakládajícím členem občanské iniciativy Impuls 99.
V roce 2008 kandidoval ve volebním obvodu č. 27 (zahrnuje části Praha 1, Praha 2, Praha 5, Praha 6 a Praha 7) do Senátu jako nezávislý s podporou Věcí veřejných. Získal 12 % hlasů a nepostoupil do druhého kola.
V roce 2010 neúspěšně kandidoval ve volbách do Poslanecké sněmovny na kandidátce Věcí veřejných v Jihomoravském kraji, za stejnou stranu byl také stínovým ministrem zdravotnictví České republiky.
V roce 2010 byl zvolen na kandidátce Věcí veřejných do zastupitelstva městské části Praha 1. Roku 2011 upozornil protikorupční spolek Oživení na Stránského porušení Etického kodexu zastupitele Prahy 1, neboť neodevzdal povinné „Oznámení o příjmech a činnostech“ a neuvedl tak zdroje ani výši svých příjmů. V letech 2011–2015 byl členem dozorčí rady Nadace Pražské děti, řízené politiky Městské části Prahy 1, která si dala za cíl podporovat různé kulturní akce pro děti; kromě toho se věnuje i podnikatelské činnosti.
V komunálních volbách v roce 2014 neúspěšně kandidoval do zastupitelstva městské části Praha 1 na kandidátce Demokratů Jana Kasla, která se do zastupitelstva nedostala. V roce 2018 opět kandidoval do Zastupitelstva Městské části Praha 1, tentokrát na kandidátce TOP 09, avšak nebyl zvolen.

## Časopis Přítomnost
Po návratu do Československa navázal na rodinné tradice a v lednu 1995 začal vydávat měsíčník Nová Přítomnost, odkazující na politický týdeník Přítomnost, který v roce 1924 začal vydávat jeho dědeček Jaroslav Stránský. Od roku 1996 začala vycházet též v anglickém překladu pod názvem The New Presence.

## Publikační činnost
- Deník doktora z Mrnic (2019 Milan Hodek - Paper Jam) s předmluvou od Petra Pitharta. Kniha vyhrála cenu Obce Spisovatelů za nejlepší černou komedii roku 2019.[21]
- Češi nechtějí demokracii (Milenium Publishing, Chomutov 2000).[22]
- Napsal epilog knihy Vzkazy domů, Dny české státnosti, vydavatelství Labyrint, Praha 2012.[23]
- Autor pohádky Zlatý sen v knize Věnované pohádky, Nadace pro výzkum rakoviny/Fronte, 2016[24]
- Autor knihy Vzestup a pád lidské mysli (překlad z aj verze The Rise and Fall of  the Human Mind, Improvio 2024)[25][26]

## Vinařství Želivka
V roce 2014 založil v Hněvkovicích u Ledče nad Sázavou vinařství Želivka. Víno je zde údajně pěstováno čistě „bio“ způsobem, tedy bez jakýchkoliv chemických prostředků. Fermentování je spontánní. Současná úroda vinice je kolem 700 litrů ročně.

## Kulturní a další aktivity a členství
- Člen PEN Klubu, ČR[28]
- Člen Mezinárodního nominačního komitétu, Nadační fond Trebbia, Praha.[29]
- Iniciátor a hlavní organizátor výstavby a umístění pomníku Dr. Milady Horákové v pražské Sněmovní ulici (odhalení 16.11.2015).[30]
- Zakladatel a ředitel Firmy Stránský, Nadační fondu M. J. Stránského (publikace, žurnalistická výuka a podpora), Občanského sdružení Martina Jana Stránského (občanská společnost), Nadační fondu Stránský (občanská práva, Kancelář Ombudsmana pro zdraví, www.nfstransky.cz).[zdroj?]
- V 2022 pod záštitou MČ Praha 1 zorganizoval Ekumenické setkání k paměti obětí holokaustu.[zdroj?]
- V 2022 pod záštitou MČ Praha 1 zorganizoval konferenci na téma „Doba nedůvěry“[31]
- Vystoupil s TEDx přednáškou, jak z pohledu neurologie technologie ničí lidskou mysl.[32]
- Generální partner 53. ročníku Mezinárodní dětské výtvarné výstavy, Lidice 2025.[33]

## Čestná členství a další
- Držitel Ceny Masarykovy akademie umění za přínos v oblasti kultury.[zdroj?]
- Zakládající člen Lions Clubu, Rokycany.[34]